# Pedagoška fakulteta v Mariboru
Pedagoška fakulteta (kratica UM PEF MB), s sedežem na Koroški cesti 160 v Mariboru, je fakulteta, ki je članica Univerze v Mariboru.
Fakulteta deluje pod vodstvom v. d. dekana red. prof. dr. Milena Ivanuš Grmek Arhivirano 2018-02-10 na Wayback Machine..

## Programi, ki jih izvaja
Pedagoška fakulteta Univerze v Mariboru želi ohranjati visok nivo usposabljanja učiteljev razrednega pouka, glasbe, likovne umetnosti,  inkluzivnih pedagogov, vzgojiteljev in športnih trenerjev. Z odličnim raziskovalnim in umetniškim delom bo v regionalnem okolju in širše trajno zagotavljala razvoj na področju izobraževanja ter predstavljala institucijo z najvišjimi etičnimi in moralnimi standardi delovanja, ki si prizadeva za uresničevanje načel demokratične družbe.
Poslanstvo Pedagoške fakultete Univerze v Mariboru je, da s povezovanjem izobraževalnega, raziskovalnega in umetniškega dela na področju vzgoje in izobraževanja skrbi za razvoj pedagoških kadrov ter prispeva k razvoju strokovnih področij, znanstvenih disciplin in umetniških dejavnosti v nacionalnem in mednarodnem okolju.
- seznam fakultet v Sloveniji
- Miklošičeva knjižnica, Maribor
- Astronomsko društvo Polaris